# Código de Holland
O Código de Holland, Tipologia de Holland ou Teoria da Adequação da Personalidade ao Trabalho refere-se a uma teoria de carreiras e escolhas vocacionais com base em tipos de personalidades, desenvolvida pelo psicólogo americano John L. Holland (1919 - 2008). Identifica 6 tipos de personalidades no ambiente profissional que devem estar vinculadas a interesses profissionais. 
As pessoas procuram um ambiente de trabalho que corresponda ao tipo de personalidade. Melhor correspondência significa maior satisfação no trabalho. O uso do código de Holland é um processo simples, que é facilitado por alguns sites úteis de avaliação de interesse on-line.

## Origem

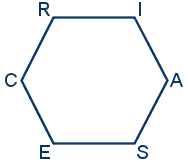
Hexágono RIASEC de John L. Holland, os interesses vocacionais distribuem-se num Hexágono onde cada ângulo corresponde a um determinado tipo de Personalidade.

John L. Holland construiu sua teoria com base na experiência que possuía como conselheiro vocacional, na literatura sobre o assunto e no desenvolvimento de um primeiro instrumento de mensuração denominado Vocational Preference Inventory publicado em 1958. Esse autor define os interesses profissionais como uma forma de expressão das características de personalidade no mundo do trabalho. A partir de sua prática, John L. Holland elaborou um modelo tipológico para explicar a escolha profissional que relaciona seis tipos de personalidades a seis modelos de ambientes profissionais, classificados sob a mesma terminologia. Portanto, o modelo é conhecido pela sigla RIASEC, que se refere aos tipos Realista, Investigativo, Artístico, Social, Empreendedor e Convencional. Os tipos podem ser dispostos, nessa ordem, nos vértices de um hexágono, de forma que, quanto mais próximos, mais semelhanças existem entre eles. Por isso, a perspectiva é também chamada de modelo hexagonal(As letras RIASEC dispõem- se no hexágono pela ordem apresentada, no sentido dos ponteiros do relógio, colocando-se o tipo R na aresta superior esquerda).
O Departamento de Trabalho dos EUA tem usado versões atualizadas e aprimoradas do modelo RIASEC na seção Interesses do banco de dados online gratuito O* NET desde seu início no final dos anos 1990.

## Modelo RIASEC
A teoria explica que as personalidades e os ambientes de trabalho podem ser basicamente de seis tipos:

### Tipo Realista
Prefere atividades físicas que exijam habilidade, força e coordenação. O perfil realístico gosta de viver em seu mundo, compreendendo-o através da lógica e de ferramentas teóricas ou tecnológicas. Deste modo, não é um perfil extremamente sociável ou falante, pois prefere observar a se expor. Prefere resolver um problema que lhe seja apresentado, chegando a uma solução concreta a discutir ideias e precisar chegar a consensos. Demonstra certa aversão a situações ambíguas e carregadas de subjetividade.
Profissões: Mecânico, operador de máquinas, operário de linha de montagem, fazendeiro.

### Tipo Investigativo
Prefere atividades que envolvam raciocínio, organização e entendimento. Desconfortável diante de emoções intensas e conflitos de interesses pessoais, sua tendência será sempre recolher-se às suas convicções. Suas preferências por atividades teóricas e autônomas tendem a torná-lo ainda mais independente com relação a vínculos grupais, e mais centrado em si mesmo e suas prioridades. 
Profissões: Biólogo, economista, matemático, jornalista. 

### Tipo Artístico
Prefere atividades não sistemáticas e ambíguas que permitam a expressão criativa. Aprecia o contato interpessoal quando está seguro de poder expressar-se livremente - caso contrário, pode apresentar-se mais retraído. É aberto a estímulos subjetivos e emocionais, sendo capaz de perceber as reações das pessoas através de empatia.
Profissões: Pintor, músico, escritor, decorador de interiores.

### Tipo Social
Prefere atividades que envolvam o auxílio e o desenvolvimento de outras pessoas. Gosta de sentir-se aceito e respeitado em suas atividades, conquistar seu espaço pelas suas atitudes coerentes com seus valores pessoais, sociais e éticos.
Profissões: Assistente social, professor, conselheiro, psicólogo clínico.

### Tipo Empreendedor
Prefere atividades verbais que ofereçam oportunidade de influenciar outras pessoas e conquistar poder. Expansivo, apresenta iniciativa e competitividade.  Aprecia a aquisição de poder, status e bens materiais. Precisa trabalhar seu excesso de energia para exercer uma liderança positiva, senão tende a adotar um estilo autoritário.
Profissões: Advogado, corretor de imóveis, relações públicas, executivo de pequeno negócio.

### Tipo Convencional
Prefere atividades normatizadas, ordenadas e sem ambiguidade. Evita atividades de risco e gosta de ser reconhecido em sua competência. Leal, estável em suas opiniões e emoções, gera alta credibilidade em sua vida pessoal e profissional - esta é a fonte de seu estilo de liderança. Identifica-se com tudo que outorgue status e poder, apresentando habilidades técnicas em negociações.
Profissões: Contador, executivo de grande corporação, caixa de banco, funcionário administrativo.
A teoria de Holland afirma também que os tipos de personalidades mais próximos entre si no hexágono apresentam maiores semelhanças. O tipo Realista e o Investigativo, por exemplo, geralmente mostram interesses mais comuns. Ao contrário, o Realista e o Social têm diferenças maiores. O tipo Convencional geralmente tem mais em comum com o Empreendedor e o Realista e menos com os interesses Sociais, Artísticos e o Investigativo.
John L. Holland organizou esses seis tipos de personalidade de acordo com a preferência das pessoas por trabalhar com diferentes estímulos no trabalho: pessoas, dados, coisas e ideias. O código de Holland é que pessoas com diferentes tipos de personalidade preferem trabalhar com diferentes estímulos de trabalho e que a distância entre personalidades do trabalho indica o grau de diferença de interesses entre elas. A conclusão de Holland foi que, para qualquer tipo de personalidade, a carreira mais alinhada com esse tipo é mais provável de ser agradável e satisfatória. A maneira como isso funciona na prática é que as pessoas usam um teste de personalidade para identificar seus três principais tipos de personalidade.

## Vídeo Explicativo
Teoria da Adequação da Personalidade ao Trabalho (Código de Holland)